# Allan McGregor
Allan James McGregor (Edinburgh, Skócia, 1982. január 31. –) skót labdarúgó, aki jelenleg a Rangers FC-ben játszik, kapusként.

## Pályafutása

### Rangers
McGregor 1998. július 14-én került a Rangers ifiakadémiájára. Egy kartörés miatt csaknem egy évet ki kellett hagynia, ami lelassította a fejlődését, de visszatérése után állandó tagja lett a tartalékcsapatnak. Az első csapatban 2002 februárjában, egy Forfar Athletic elleni kupameccsen kapott először lehetőséget, majd később, az Aberdeen ellen a bajnokságban is bemutatkozhatott.
A 2004/05-ös idényben kölcsönvette a másodosztályú St. Johnstone. Ott egy Alloa Athletic elleni Scottish Challenge Cup találkozón kapott először lehetőséget. Jó teljesítménye miatt 2004 decemberében megválasztották a hónap játékosának. Összesen 24 mérkőzésen játszott és 11 alkalommal óvta meg kapuját a góltól. 2005 januárjában visszatért a Rangershez, ahol első számú kapus lett, Stefan Klos sérülése miatt. Ekkor rendszeresen játéklehetőséget kapott, de a hónap utolsó napján csapata leigazolta a holland kapust, Ronal Waterreust, ami feldühítette McGregort.
A 2005/06-os szezonra a Rangers Klost és Waterreust is megtartotta, így McGregor csak a harmadik számú kapus volt a csapatban. A helyzetet kihasználva a Dunfermline Athletic a teljes idényre kölcsönvette. Egy Kilmarnock elleni 3-2-re elvesztett mérkőzésen debütált a klubnál. Pályaára lépett a 2006-os Skót Ligakupa-döntőn is, ahol csapata kikapott a Celtic ellen. Minden sorozatot egybevéve 31-szer védhetett, ebből hétszer nem kapott gólt. Az idény végén a csapat menedzsere, Jim Leishman azt mondta, nagy szerepe volt abban, hogy a csapat kupadöntőt játszhatott, illetve, hogy a bajnokságban 1-0-ra legyőzte a Celticet.
A következő szezonban Paul Le Guen lett a Rangers vezetőedzője, de McGregor továbbra is csak a harmadik számú hálóőr volt, Stefan Klos és Lionel Letizi mögött. Klos a felkészülési időszakban egy kerékpárbalesetben megsérült, majd Letizit is sérülés érte, így a Kilmarnock elleni bajnokin McGregor védhetett. A Molde elleni UEFA-kupa selejtezőmeccs után megválasztották a találkozó legjobbjának. 2006 szeptemberében megválasztották a hónap legjobbjának a skót élvonalban, majd új szerződést is kapott csapatától. Jó teljesítménye ellenére Letizi felépülése után kikerült a kezdőcsapatból, de a francia újabb sérülését követően megszilárdította helyét a csapatban. A szezon végén csapattársai megválasztották a szezon legjobbjának, 2007 szeptemberében pedig új, négy évre szóló szerződést kapott a kék mezesektől.
A következő évadban is sikerült megtartania helyét a csapatban, Roy Carroll leigazolása ellenére is. 2008 márciusában lejátszotta 100. bajnokiját a Rangers színeiben, a Hibernian ellen. Csapata bejutott a Skót Ligakupa döntőjébe, ahol tizenegyespárbaj döntött. McGregor két tizenegyest hárított, ezzel győzelemhez segítve csapatát. A Celtic elleni rangadón 1-1-es állásnál, sérülten kivédett egy büntetőt, de röviddel utána le kellett cserélni és a szezonban nem játszhatott többet, így a Skót Kupa döntőjét és az UEFA-kupa-döntőt is ki kellett hagynia.
2008 júniusában új, 2013-ig szóló szerződést kötött a csapattal. A 2008/09-es szezon első meccsén, a Falkirk ellen tizenegyest hárított, ezzel győzelemhez segítve a Rangerst. Ugyanezen a meccsen megkapta a csapatkapitányi karszalagot is, Barry Ferguson, David Weir és Carlos Cuéllar hiányzása miatt. Állandó tagja maradt a csapatnak, amíg egy válogatott meccs után túlzásba nem vitte az italozást csapattársával, Barry Fergusonnal, ezután Neil Alexander lett a Rangers első számú kapusa. 2009. március 21-én, a Hearts elleni szezonzárón kapott legközelebb lehetőséget. Az idény során 27 bajnokin védett, ezzel kivéve a részét csapata bajnoki címéből.
A következő idényben McGregor visszaszerezte helyét a kezdőcsapatban, Alexander csupán a Ligakupában volt állandó résztvevő. McGregord az idény során a kupát és a bajnokságot is megnyerte csapatával. 2010 októberében egymeccses eltiltást rótt ki rá a Skót labdarúgó-szövetség, amiért az Aberdeen játékosa, Chris Maguire felé rúgott, bár fizikai kontaktus nem történt. 2011. július 4-én új,  hatéves szerződést írt alá a Rangersszel. A 2011/12-es szezon első kilenc meccsén mindössze egy gólt kapott. A Celtic elleni rangadón, az első félidő végén komoly hibát követett el, ami miatt az ellenfél 2-1-es előnnyel zárta a játékrészt, a Rangers azonban később fordítani tudott és 4-2-re győzött. 2012 júniusában McGregor tiltakozott az ellen, hogy szerződése a Rangerstől az azt működtető új vállalathoz kerüljön. A skót profi labdarúgók szövetsége korábban kijelentette, hogy a játékosuknak jogukban áll visszautasítani szerződésük áthelyezését és szabadon igazolhatóvá válni.

### Beşiktaş
2012. július 26-án a török Beşiktaş kétéves szerződést kötött McGregorral. A szezon során állandó tagja volt a kezdőnek, bronzéremhez segítve csapatát a bajnokságban.

### Hull City
A Hull City 2013. július 2-án 1,5 fontért leigazolta McGregort, három évre aláírva vele. Az idény első meccsén, a Chelsea ellen mutatkozott be. Az ötödik percben egy rosszul időzített öklözés során eltalálta Fernando Torres fejét, ami miatt csapata ellen büntetőt ítéltek. Kivédte Frank Lampard tizenegyesét, de klubja így is kikapott 2-0-ra. 2014. május 17-én kezdőként kapott lehetőséget az Arsenal elleni FA Kupa-döntőn, ahol a Hull 3-2-re kikapott.

## Válogatott pályafutása
McGregor hat alkalommal szerepelt a skót U21-es válogatottban. A felnőtt válogatottba 2007. január 30-án kapott először meghívót, a szövetségi kapitányként első mérkőzésére készülő Alex McLeish-től. 2007. május 30-án, Ausztria ellen mutatkozott be, egy félidőt játszva. 2008 augusztusában, egy Észak-Írország elleni barátságos meccsen szintén egy félidő erejéig játszhatott. A tizenhatoson belül buktatta Warran Feeneyt, de az esetet követő tizenegyest kivédte. 2008 novemberében az Argentína elleni barátságos mérkőzést végigvédte, csapata 1-0-ra kikapott, de több látványos védést is bemutatott. Tétmeccsen egy Hollandia elleni vb-selejtezőn játszhatott először.
2009. április 3-án eltiltották a válogatottbeli szerepléstől, miután több ponton is megsértette a nemzeti csapat magaviseleti szabályzatát. A 2009. március 28-i, Hollandia elleni vb-selejtező után a csapat hajnali négy órakor ért vissza a szállodába. George Burley szövetségi kapitány engedélyezte a játékosoknak, hogy megigyanak egy-egy italt a bárban, McGregor és Barry Ferguson azonban ebédidőig ott maradtak mulatni. A médiában Boozegate néven elhíresült eset után mindkét játékos kikerült a következő, Izland elleni mérkőzés kezdő csapatából. A cserepadon ülő játékosok a mérkőzés során olyan gesztusokat tettek a kamerák előtt, ami után a Skót labdarúgó-szövetség úgy döntött, hogy a továbbiakban nem számít rájuk a válogatottban.
McGregor később elnézést kért az esetért és klubja, a Rangers is kétheti fizetésmegvonást rótt ki rá. 2010 februárjában közel állt hozzá, hogy visszahívják a nemzeti csapatba, de egy este megtámadták Glasgow központjában, amikor hazafelé tartott, ezért Craig Levein úgy döntött, hogy kihagyja a keretből. Végül 2010. augusztus 2-án, egy Svédország elleni találkozón térhetett vissza. Emlékezetet védései ellenére Skócia 3-0-ra kikapott.  McGregor made a number of important saves in the match to prevent a heavier defeat. 2010-ben McGregor a válogatott első számú kapusa lett az Európa-bajnoki selejtezőkön, Csehország ellen a meccs legjobbjának járó díjat is megkapta.

## Sikerei

### Rangers
- A Scottish Premier League bajnoka: 2008/09, 2009/10, 2010/11
- A Skót Kupa győztese: 2002, 2003, 2009
- A Skót Ligakupa győztese: 2002, 2003, 2008, 2010, 2011

### Hull City
- Az FA Kupa ezüstérmese: 2014
- A Football League Championship rájátszásának győztese: 2015/16

## Külső hivatkozások
- Allan McGregor adatlapja a Soccerway oldalon (angolul)
- Allan McGregor pályafutásának statisztikái a Soccerbase oldalon (angolul)